# Buja
Buja (friuli nyelven Buie) település Olaszországban, Friuli-Venezia Giulia régióban, Udine megyében. Lakosainak száma 6332 fő (2023. január 1.). Buja Artegna, Colloredo di Monte Albano, Gemona del Friuli, Majano, Osoppo és Treppo Grande községekkel határos.

## Népesség
A település népességének változása:
| Lakosok száma | 6524 | 6484 | 6332 |
|               | 2017 | 2018 | 2023 |